# Orbey
Orbey település Franciaországban, Haut-Rhin megyében. Lakosainak száma 3445 fő (2022. január 1.). Orbey Wihr-au-Val, Labaroche, Luttenbach-près-Munster, Gunsbach, Le Bonhomme, Lapoutroie, Plainfaing, Hohrod és Soultzeren községekkel határos.

## Népesség
A település népességének változása:
| Lakosok száma | 3647 | 3576 | 3606 | 3552 | 3529 | 3467 | 3461 | 3453 | 3445 |
|               | 2013 | 2015 | 2016 | 2017 | 2018 | 2019 | 2020 | 2021 | 2022 |